# Carlo et Malik
Carlo et Malik  (Nero a metà) est une série télévisée italienne créée par Giampaolo Simi et Vittorino Testa, diffusée depuis le 19 novembre 2018 sur la RAI.
Dans les pays francophones, elle fut diffusée le 22 mars 2019 sur Netflix. Elle n'est plus disponible aujourd'hui sur la plateforme.

## Synopsis
Carlo Guerrieri inspecteur de police à Rome est pris en flagrant délit sur ses préjugés racistes. Il est contraint de collaborer avec l'inspecteur de police Malik Soprani d'origine ivoirienne.

## Distribution
- Claudio Amendola (VF : Antoine Tomé) : Carlo Guerrieri
- Miguel Gobbo Diaz (it) (VF : Juan Llorca) : Malik Soprani
- Fortunato Cerlino (VF : Michel Voletti) : Mario Muzo
- Rosa Diletta Rossi (it) (VF : Caroline Mozzone) : Alba Guerrieri
- Alessandro Sperduti (it) (VF : Jérémy Bardeau) : Marco Cantabella
- Margherita Vicario (VF : Ludivine Maffren) : Cinzia Repola
- Sandra Ceccarelli (VF : Laurence Bréheret) : Alice Soprani
- Alessia Barela (VF : Véronique Borgias) : Cristina
- Antonia Liskova (VF : Marie-Eugénie Maréchal) : Micaela Carta
- Angela Finocchiaro (VF : Véronique Augereau) : Giovanna Di Castro

 Source et légende : version française (VF) sur RS Doublage

## Épisodes

### Première saison (2018)
1. Des apparences trompeuses, 1re partie (L'apparenza inganna (p. 1)) : Après avoir découvert un corps congelé lors d'une course-poursuite liée à une affaire de drogue, l'inspecteur Carlo Guerrieri tient à retrouver l'homme qu'il a aperçu.
2. Des apparences trompeuses, 2e partie (L'apparenza inganna (p. 2)) : Une découverte capitale mène Carlo et Malik jusqu'à une communauté d'immigrants installés dans une vieille usine. Malik part seul sur une mission risquée.
3. Une fois de trop (Una volta di troppo) : Alors que l'équipe enquête sur le meurtre d'une jeune femme retrouvée dans un bagage à l'aéroport, Carlo est aux prises avec les secrets de son passé.
4. Une nuit sans étoiles (Una notte senza stelle) : La traque d'un meurtrier qui a poignardé une nonne dans un sex-shop prend un tour dangereux. Au commissariat, l'équipe rencontre celle qui va succéder à Santagata.
5. Les Sœurs (Sorelle) : Les mystères se succèdent quand l'ADN d'une femme assassinée récemment renvoie à un homme mort depuis des mois. Alba se sent coupable.
6. Par amour (Per amore) : Alba trouve un cadavre dans une voiture accidentée, et Carlo reconnaît un nom parmi les affaires de la victime. Malik revient sur la demande que lui a faite Carta.
7. Une chanson pour toi (Una canzone per te) : Une affaire concernant une jeune rappeuse perturbe Repola et force Muzo à travailler au côté de sa femme avec qui il est en froid. La cheffe d'Alba lui donne un conseil.
8. Une famille sans histoires (Una famiglia tranquilla) : Pendant que Malik passe de sa mission secrète à une affaire d'homicide dans une joaillerie, Alba découvre qu'elle ne peut plus cacher ce qu'elle éprouve à Riccardo.
9. Vive les mariés (Viva gli sposi) : Une découverte perturbante fait monter la tension entre Alba et son père. Une femme reçoit sur son portable une vidéo du meurtre de son mari.
10. Les vérités cachées (Le verità nascoste) : Carlo défie les ordres de Carta tandis qu'il enquête sur la mort de l'héritier d'un empire industriel. De son côté, Malik hésite à faire analyser les balles.
11. Une question irrésolue, 1re partie (Una questione in sospeso (p. 1)) : Voulant à tout prix aider son père, Alba se tourne vers Riccardo. Cantabella est en difficulté après avoir maîtrisé un homme paranoïaque armé d'une bouteille cassée.
12. Une question irrésolue, 2e partie (Una questione in sospeso (p. 2)) : Alors que l'équipe se hâte de rassembler les pièces du puzzle de l'affaire Bosca, une nouvelle crise force Carlo et Malik à retravailler ensemble.

### Deuxième saison (2020)
La deuxième saison a été diffusée à partir du 10 septembre 2020 sur Rai.
1. A cuore aperto
2. Per cosa si muore
3. Per dirti addio
4. Amore senza fine
5. Quello che resta
6. Qualcosa di troppo
7. Quanto è difficile cambiare
8. Un gioco pericoloso
9. Promesse
10. L'amore e le sue conseguenze
11. Verità nascoste
12. La resa dei conti

### Troisième saison (2022)
La troisième saison a été diffusée à partir du 4 avril 2022 sur Rai.
1. Segreti e bugie - Parte prima
2. Segreti e bugie - Parte seconda
3. Solo un passo
4. Comunque bella
5. Nei suoi panni
6. Un uomo per bene
7. Per te
8. Separazioni
9. Colpevoli omissioni
10. Ah, l'amore, l'amore
11. A viso scoperto
12. Per una figlia